# Anime International Company
Pour les articles homonymes, voir AIC.
Anime International Company Inc. (株式会社アニメ・インターナショナルカンパニー, Kabushiki gaisha Anime Intānashonaru Kanpanī) (ou AIC) est un studio d'animation japonais fondé le 15 juillet 1982.

## Production
Source:

### Série télévisée
- Tenchi Universe (26 épisodes) (1995)
- Shinpi no Sekai El Hazard (26 épisodes) (1995-1996)
- Mahô Shôjo Pretty Sammy (26 épisodes) (1996-1997)
- Shin Tenchi Muyo! (26 épisodes) (1997)
- Battle Athletes Daiundoukai (26 épisodes) (1997-1998)
- Burn Up Excess (13 épisodes) (1997-1998)
- Ijigen no Sekai El Hazard (13 épisodes) (1998)
- Mayonaka no Tantei - Nightwalker (12 épisodes) (1998)
- Bubblegum Crisis: Tokyo 2040 (26 épisodes) (1998-1999)
- AD Police (12 épisodes) (1999)
- Dual! Parallel Lun-Lun Monogatari (13 épisodes) (1999)
- Kacho-ohji (Black Heaven) (13 épisodes) (1999)
- Blue Gender (26 épisodes) (1999-2000)
- Ima, soko ni iru boku (13 épisodes) (1999)
- Haja-Kyosei G Dangaioh (13 épisodes) (2001)
- Tenchi Muyo! GXP (26 épisodes) (2002)
- Petite princess Yucie (26 épisodes) (2002-2003)
- Battle Programmer Shirase (5 épisodes) (2003)
- Asu no Yoichi! (13 épisodes) (janvier 2009 - mars 2009)
- GA Geijutsuka Art Design Class (12 épisodes) (juillet 2009 - septembre 2009) (AIC Plus)
- Nyan koi! (12 épisodes) (octobre 2009 - décembre 2009)
- Sasameki Koto (13 épisodes) (octobre 2009 - décembre 2009)
- Ōkami Kakushi (12 épisodes) (janvier 2010 - mars 2010)
- Mayoi Neko Overrun! (13 épisodes) (avril 2010 - juin 2010)
- Shukufuku no Campanella (12 épisodes) (juillet 2010 - septembre 2010)
- Amagami SS (26 épisodes) (juillet 2010 - septembre 2010)
- R-15 (12 épisodes) (juillet 2011 - septembre 2011)
- Amagami SS+ Plus (13 épisodes) (janvier 2012 - mars 2012)
- Atchi Kotchi (12 épisodes) (avril 2012 - juin 2012)
- Seitokai no Ichizon S2 (10 épisodes) (octobre 2012 - décembre 2012)
- Space Battleship Yamato 2199 (26 épisodes) (avril 2013 - septembre 2013) (avec Xebec)
- Gen'ei o Kakeru Taiyō (13 épisodes) (juillet 2013 - septembre 2013)

### Films
| Année | Titre                                                            | Date de sortie   | Notes                                                                                                  |
| ----- | ---------------------------------------------------------------- | ---------------- | --- |
| 1986  | Nom de code : Love City                                          | 26 juillet 1986  | Adaptation cinématographique du manga Ai City. Réalisé par Kōichi Mashimo.                             |
| 1986  | Gall Force (en)                                                  | 26 juillet 1986  | Œuvre originale. Réalisé par Kōichi Mashimo.                                                           |
| 1991  | Silent Möbius: The Motion Picture                                | 17 août 1991     | Adaptation cinématographique du manga Silent Möbius de Kia Asamiya. Réalisé par Haruki Kadokawa.       |
| 1995  | Elementalors (en)                                                | 1er avril 1995   | Adaptation cinématographique du manga de Takeshi Okazaki. Réalisé par Katsuhito Akiyama.               |
| 1996  | Tenchi the Movie: Tenchi Muyo in Love (en)                       | 20 avril 1996    | Œuvre originale. Première adaptation cinématographique. Réalisé par Hiroshi Negishi.                   |
| 1996  | Armitage: Poly-Matrix                                            | 25 juin 1996     | Adaptation cinématographique du manga Armitage III. Réalisé par Hiroyuki Ochi.                         |
| 1997  | Tenchi the Movie 2: The Daughter of Darkness (en)                | 2 août 1997      | Œuvre originale. Deuxième adaptation cinématographique. Réalisé par Tetsu Kimura.                      |
| 1998  | Welcome to Lodoss Island!                                        | 25 avril 1998    | Adaptation cinématographique du light novel de Ryo Mizuno.                                             |
| 1999  | Tenchi Forever! The Movie (en)                                   | 24 avril 1999    | Œuvre originale. Troisième adaptation cinématographique. Réalisé par Hiroshi Negishi.                  |
| 2000  | Ah! My Goddess: The Movie                                        | 21 octobre 2000  | Adaptation cinématographique du manga de Kōsuke Fujishima. Réalisé par Hiroaki Go-da.                  |
| 2002  | Armitage: Dual-Matrix                                            | 22 mars 2002     | Suite de Armitage III. Réalisé par Katsuhito Akiyama.                                                  |
| 2002  | Blue Gender: The Warrior                                         | 20 novembre 2002 | Compilation cinématographique de la série d'animation. Réalisé par Koichi Ohata.                       |
| 2011  | Heaven's Lost Property the Movie: The Angeloid of Clockwork (en) | 25 juin 2011     | Adaptation cinématographique du manga Tombée du ciel. Réalisé par Hisashi Saitō et Tetsuya Yanagisawa. |
| 2012  | Strike Witches: The Movie                                        | 17 mars 2012     | Adaptation cinématographique du projet de Humikane Shimada. Réalisé par Kazuhiro Takamura.             |
| 2012  | Persona 4: The Animation -The Factor of Hope-                    | 9 juin 2012      | Film récapitulatif de la série d'animation Persona 4: The Animation. Réalisé par Seiji Kishi.          |
| 2013  | Aura: Koga Maryuin's Last War (en)                               | 13 avril 2013    | Adaptation cinématographique du manga de Romeo Tanaka. Réalisé par Seiji Kishi.                        |
| 2013  | Persona 3 The Movie: No.1 Spring of Birth                        | 23 novembre 2013 | Basé sur le jeu vidéo Persona 3 d'Atlus. Réalisé par Noriaki Akitaya.                                  |

### OAV
- Megazone 23 (1 OAV) (1985)
- Tatakae! Iczer-1 (3 OAV) (1985-1987)
- Megazone 23 Part II (1 OAV) (1986)
- Gall Force (1 OAV) (1986)
- Call Me Tonight (1 OAV) (1986)
- Gakuen Tokusou Hikaruon (1 OAV) (1997)
- Bubblegum Crisis (8 OAV) (1987-1991)
- Maryuu Senki (3 OAV) (1987-1989)
- Haja Taisei Dangaioh (3 OAV) (1987-1989)
- Gall Force 2 (1 OAV) (1987)
- Wanna-Be's (1 OAV) (1987)
- Dragon's Heaven (1 OAV) (1988)
- Tenritoru Gall Force (1 OAV) (1988)
- Vampire Princess Miyu (4 OAV) (1988-1989)
- Ryuu Seiki (2 OAV) (1988-1989)
- Gall Force 3 (1 OAV) (1988)
- Hades Project Zeorymer (4 OAV) (1988-1990)
- Metal Skin Panic MADOX-01 (1 OAV) (1988)
- Riding Bean (1 OAV) (1989)
- Be-Boy Kidnapp'n Idol (1 OAV) (1989)
- Rhea Gall Force (1 OAV) (1989)
- Explorer Woman Ray (2 OAV) (1989)
- Legend of Lemnear (1 OAV) (1989)
- Megazone 23 Part III (2 OAV) (1989)
- Cybernetics Guardian (1 OAV) (1989)
- Gall Force: Earth Chapter (3 OAV) (1989-1990)
- Sol Bianca (2 OAV) (1990-1997)
- AD Police Files (3 OAV) (1990)
- Iczer Reborn (6 OAV) (1990-1991)
- The Hakkenden (6 OAV) (1990-1991)
- Burn Up! (1 OAV) (1991)
- Detonator Orgun (3 OAV) (1991-1992)
- Gall Force: New Era (2 OAV) (1991-1992)
- Genesis Survivor Gaiarth (3 OAV) (1992-1993)
- Tenchi Muyo! Ryou-Ouki (7 OAV) (1992-1993)
- Moldiver (en) (6 OAV) (1993)
- The Hakkenden - Shnshou (7 OAV) (1993-1995)
- Galaxy Police Space Adventure (1 OAV) (1994)
- Tenchi Muyo! Ryou-Ouki - 2 (6 OAV) (1994-1995)
- Armitage III (4 OAV) (1995)
- Shinpi no Sekai El Hazard (7 OAV) (1995-1996)
- Mahô Shôjo Pretty Sammy (3 OAV) (1995-1997)
- Ninja Mono (2 OAV) (1996)
- Burn Up W (4 OAV) (1996)
- Shinpi no Sekai Eruhazaado dai 2 ki (4 OAV) (1997)
- Battle Athletes (6 OAV) (1997)
- Photon (6 OAV) (1997-1999)
- Seishoujo Kantai Virgin Fleet (3 OAV) (1998)
- Gosenzo San-e (4 OAV hentai) (1998-1999)
- Space Ofera Agga Ruter (4 OAV hentai) (1998-1999)
- Sol Bianca the Legacy (6 OAV) (1999-2000)
- Sosei Seiki Devadasy (3 OAV) (2000)
- Yarima Queen (1 OAV hentai) (2000)
- Zoku Gosenzo (4 OAV hentai) (2000)
- Mahou Yuugi 3D (1 OAV) (2001)
- Mahou Yuugi 2D (4 OAV) (2002)
- Blue Gender: The Warrior (1 OAV) (2002)
- Parasite Dolls (en) (3 OAV) (2003)
- Tenchi Muyo! Ryou-Ouki - 3 (6 OAV) (2003-2005)
- Candy Boy (1 OAV) (2007-2009)
- Megane na Kanojo (4 OAV) (2010)
- Ah! My Goddess - Itsumo futari de (1 OAV) (2011)
- Shukufuku no Campanella (1 OAV) (2011)
- Ai no Kusabi (4 OAV) (2012)

## AIC A.S.T.A
AIC A.S.T.A (スタジオAICアスタ) est un studio annexe d'AIC située à Nishitōkyō, dans la préfecture de Tokyo. Créé en 2003, AIC A.S.T.A compte 20 employés et a produit plusieurs séries pour le compte d'AIC: 
- Godannar (26 épisodes) (2003-2004)
- ToHeart - Remember my memories (13 épisodes) (2004)
- Magical Kanan (13 épisodes) (2005)
- Gun X Sword (26 épisodes) (2005)
- Tokimeki Memorial ~Only Love~ (25 épisodes) (2006-2007)
- Bamboo Blade (26 épisodes) (2007-2008)
- Sunred (26 épisodes) (octobre 2008 - mars 2009)
- Kigurumikku V3 (3 OAV) (mai 2009 - ?)
- Sora no otoshimono (13 épisodes) (octobre 2009 - décembre 2009)
- Sunred S2 (26 épisodes) (octobre 2009 - mars 2010)
- Sora no otoshimono : Forte (12 épisodes) (octobre 2010 - décembre 2010)
- Sora no otoshimono (film) (2011)
- Shin Megami Tensei: Persona 4 (13 épisodes) (octobre 2011 - décembre 2011)
- Jinrui wa Suitaishimashita (juillet 2012 - septembre 2012)
- Persona 4: The Animation -The Factor of Hope- (2012)
- Aura: Maryūinkōga Saigo no Tatakai (film, 2012)
- Shin Megami Tensei: Persona 3 (film, 2013)

## AIC Spirits
AIC Spirits (AICスピリッツ) est un studio annexe d'AIC située à Nerima, dans la préfecture de Tokyo. Créé également en 2003, AIC Spirits compte 30 employés et a produit plusieurs séries pour le compte d'AIC.
- Burn-Up Scramble (12 épisodes) (2004)
- Girls Bravo (24 épisodes) (2004-2005)
- Sasami: Magical Girl Club (26 épisodes) (2006-2007)
- Tokyo Majin Gakuen Kenpucho (26 épisodes) (2007)
- Moegaku*5 (8 épisodes) (2008)
- Ga-Rei-Zero (12 épisodes) (2008)
- Viper's Creed (12 épisodes) (janvier 2009 - mars 2009)
- Isekai no seikishi monogatari (13 OAV) (mars 2009 - mars 2010)
- Strike Witches (12 épisodes) (juillet 2010 - septembre 2010)
- Maken-ki! (12 épisodes) (octobre 2011 - décembre 2011)

## AIC PLUS
- GA Geijutsuka Art Design Class (12 épisodes) (juillet 2009 - septembre 2009)
- G-taste (5 OAV) (2010)
- Asobi ni Iku yo! (12 épisodes) (juillet 2010 - septembre 2010)
- Nana to Kaoru (1 OAV) (2011)
- Nekogami Yaoyorozu (12 épisodes) (juillet 2011 - septembre 2011)
- Date A Live (12 épisodes) (avril 2012 - juin 2012)
- Super Seisyun Brothers (14 épisodes) (septembre 2013 - décembre 2013)
- Pupipō! (15 épisodes) (décembre 2013 - mars 2014)
- Ai Tenchi Muyo! (50 épisodes + 10 récapitulatifs) (octobre 2014 - décembre 2014)

## AIC BUILD
- Ore no Imōto ga Konna ni Kawaii Wake ga Nai (12 épisodes) (oct 2010 - décembre 2010)
- Boku wa Tomodachi ga Sukunai (12 épisodes) (oct 2011 - décembre 2011)
- Koi to Senkyo to Chocolate (12 épisodes) (juillet 2012 - septembre 2012)
- Boku wa Tomodachi ga Sukunai - OAV) (septembre 2012)
- Boku wa Tomodachi ga Sukunai S2 (12 épisodes) (janvier 2013 - mars 2013)

## AIC CLASSIC
- Wandering Son (12 épisodes) (janvier 2011 - avril 2011)
- Ebiten: Kōritsu Ebisugawa Kōkō Tenmonbu (10 épisodes) (juillet 2012 - septembre 2012)
- Ebiten: Kōritsu Ebisugawa Kōkō Tenmonbu (2 OAV) (2012)
- Kotoura-san (12 épisodes) (janvier 2013 - mars 2013)

## AIC Frontier
- Maji de Otaku na English! Ribbon-chan: Eigo de Tatakau Mahō Shōjo S1 (12 épisodes) (juillet 2012 - novembre 2012) (AIC Frontier).
- Maji de Otaku na English! Ribbon-chan: Eigo de Tatakau Mahō Shōjo S2 (10 épisodes) (juillet 2013 - septembre 2013) (AIC Frontier).